# Cerianthus brasiliensis
Espèce
Cerianthus brasiliensis est une espèce de cnidaires anthozoaires de la famille des Cerianthidae.

## Systématique
Le nom valide complet (avec auteur) de ce taxon est Cerianthus brasiliensis Mello-Leitão, 1919.

## Publication originale
- (pt) C.F. Mello-Leitão, « Cerianthus brasiliensis - Um novo Cerianthoide Americano », Archivos da Escola Superior de Agricultura e Medicina Veterinaria, 1919, vol. 3, p. 35-39.